# Pluscarden Abbey
Pluscarden Abbey is een abdij van de Benedictijnen, gelegen zo'n tien kilometer ten zuidwesten van Elgin in de Schotse regio Moray. Oorspronkelijk was het een dertiende-eeuwse priorij, eerst van de Orde van Valliscaulianen, later van de Benedictijnen. De priorij verviel ten gevolge van de reformatie in 1560. Halverwege de negentiende eeuw werd er een nieuwe priorij gevestigd, die in 1974 werd verheven tot abdij. De kerk stamt grotendeels uit de vijftiende eeuw.

## Geschiedenis

### Priorij van de Valliscaulianen (1230-1454)
Pluscarden Priory werd gesticht in 1230 door Alexander II. De monniken van deze priorij waren van de Orde van de Valliscaulianen. Deze orde baseerde zich deels op de regels van de Kartuizers en deels op de regels van de Cisterciënzers. Omstreeks dezelfde tijd vestigde deze orde zich ook in Beauly Priory en Ardchattan Priory. Pluscarden Priory was gewijd aan de Maagd Maria en aan Johannes de Doper. De vallei waar de priorij in gelegen was, werd Kail Glen genoemd, naar het Franse Val des Choux of het Latijnse Vallis Caulium, naar de plaats in Frankrijk waar de orde vandaan kwam. De vallei stond ook bekend als Vallis Sancti Andreae (Vallei van Sint Andreas).
In 1303 werd Pluscarden Priory vermoedelijk beschadigd door de troepen van Eduard I van Engeland.
In 1345 werd bepaald dat de bisschop van Moray, wiens zetel Elgin Cathedral was, het recht van overzicht had.
In 1390 werd de priorij aangevallen door troepen onder leiding van Alexander Stewart, de Wolf van Badenoch. Hij had ruzie met de bisschop van Moray en deze ruzie leidde tot een plundertocht door Moray en het in brand steken van Forres en Elgin. In 1398 werd er een nieuwe prior gekozen uit de broeders van Pluscarden Priory, ene Alexander of Pluscarden. De staat van de kerk en andere abdijgebouwen was ruïneus en de prior had onder andere tot taak deze gebouwen wederom te herstellen. De eropvolgende eeuw werd een kandidaat voor het priorschap steeds vaker naar voren geschoven door de paus of de koning.

### Priorij van de Benedictijnen (1454-1565)
Vanaf de stichting tot 1454 waren er veertien priors geweest, de laatste was Andrew Hagis. In het midden van de vijftiende eeuw telde de priorij hooguit zes monniken; de opbrengsten van de landerijen vielen tegen en de gebouwen verkeerden in slechte staat. In 1454 werd besloten om Pluscarden Priory samen te voegen met Urquhart Priory. Urquhart Priory was een Benedictijnse priorij, gelegen zo'n acht kilometer ten oosten van Elgin en gesticht vanuit Dunfermline Abbey. Deze priorij bestond in 1454 uit slechts twee monniken. De prior van Urquhart Priory, John Bonally, stuurde een petitie naar paus Nicolaas V om beide priorijen samen te brengen. De paus gaf zijn toestemming via de encycliek Ad apicem apostolicae dignitatis. Prior Andrew Hagis ging met pensioen, de monniken van Urquhart Priory vestigden zich in Pluscarden Priory en de helft van de monniken van Pluscarden Priory vertrok naar de Cisterciënzer abdijen Kinloss Abbey en Deer Abbey. Pluscarden Priory was hiermee Benedictijns geworden.
De priorij had uiteindelijk zeven opeenvolgende Benedictijnse priors. In deze tijd werden de gebouwen hersteld en verbeterd. In 1506 bezocht Jacobus IV de priorij. Rond deze tijd telde de priorij zo'n twaalf monniken. De reformatie in 1560 maakte een einde aan het beoefenen van het katholieke geloof. In 1559 was de prior Alexander Dunbar gestorven, die - anticiperend op de reformatie - vele goederen van de priorij had overgedragen aan zijn eigen familie. Het jaar erop ontnam Mary, Queen of Scots de familie Dunbar de priorij en gaf deze aan de katholieke priester en provoost van de Seton Collegiate Church, William Cranston. George Seton, de vijfde Lord Seton, werd benoemd tot administrateur. Prior Cranston stierf snel erna en in 1565 werd de priorij aan Setons zoon Alexander gegeven. In 1587 had Pluscarden Priory geen officiële religieuze status meer en werd een tijdelijk Lordship, hoewel de eigenaars nog wel de titel prior voerden.
In 1605 werd de katholieke Seton Lord Chancellor en graaf van Dunfermline. In 1595 had hij Pluscarden verkocht aan Kenneth MacKenzie of Kintail, een raadsheer van Jacobus VI. Er woonden toen nog steeds monniken in Pluscarden; in tegenstelling tot andere religieuze instellingen waren deze monniken nog hoogstwaarschijnlijk katholiek en niet overgegaan op het protestantse geloof. In 1582 waren er nog twee monniken. In 1587 is er slechts nog één monnik, ene Thomas Ross.
In de zeventiende en achttiende eeuw vervielen de kloostergebouwen.
In 1821 werd door James, vierde graaf van Fife, de verwarmde ruimte (calefactory) van de priorij geschikt gemaakt voor diensten van de protestantse gemeenschap en vanaf 1843 van de Free Church. Onder andere de oostelijke vleugel van het klooster werd van een dak voorzien.

### Priorij van de Benedictijnen (1948-1974)
In 1897 verwierf de katholieke John Patrick, derde markies van Bute, Pluscarden. Hij zette de restauratie van de priorijgebouwen voort. Bij zijn overlijden in 1900 werd Pluscarden eigendom van zijn derde zoon, Lord Colum Crichton-Stuart. In 1945 werd Pluscarden Priory overgedragen aan abt Wilfred Upson OSB van Prinknash Abbey in Gloucestershire. In 1948 vestigden zich vijf monniken in Pluscarden Priory. Op acht september vond de officiële opening plaats met een pontificale mis in de dakloze kerk.
In 1954 was de centrale toren van de kerk weer van een dak voorzien. In 1966 werd de priorij onafhankelijk verklaard van Prinknash Abbey.

### Abdij van de Benedictijnen (1974-)
In 1974 werd de priorij tot abdij verheven. De eerste abt was Dom Alfred Spencer. Met de hulp van de architecten Ian G. Lindsay en William Murray Jack werden steeds meer gebouwen hersteld. In 1987 adopteerde de abdij St Mary's Monastery in Petersham, Massachusetts (VS) als afhankelijk huis. In 1989 hielp de abdij bij de stichting van een Benedictijnse abdij in Ghana. In 1992 werd Dom Hugh Gilbert benoemd tot tweede abt van Pluscarden Abbey.

## Bouw
De kerk heeft een kruisvormige plattegrond en is west-oost georiënteerd met in het westen het schip en in het oosten het koor. De kerk ligt aan de noordzijde van het klooster. Van het schip is enkel de zuidelijke muur uit de vijftiende eeuw overgebleven. Ook de muren van het koor, de centrale toren, de sacristie en de beide transepten zijn bewaard gebleven. Van het klooster stammen de Onze-Lieve-Vrouwekapel, de kapittelzaal, de bibliotheek en de dagkamer, die in gebruik is als refter en keuken, nog uit de middeleeuwen. In de negentiende en twintigste eeuw is een nieuwe westelijke vleugel opgetrokken, die is ingericht als hospitium.

### Gebrandschilderd glas
De kerk heeft verschillende gebrandschilderde ramen uit de twintigste eeuw. Het oostraam in het koor stamt uit 1983 en bestaat uit gelood glas. De voorstelling toont Christus en de eucharistie. In de kapel van het noordelijk transept bevindt zich het Maria Boodschap-raam, gemaakt van gelood glas door frater Gilbert in 1965. De andere ramen in diezelfde kapel tonen de symbolen van de vier evangelisten met de Agnus Dei en de Madonna met kind. Deze ramen zijn eveneens gemaakt door frater Gilbert. Het eerste raam stamt uit 1985, de tweede uit 1960.
In de noordmuur van het noordelijk transept bevindt zich het Marian Window, gemaakt in 1964-1967 door Sadie McLellan van Glasgow. De gebruikte techniek is dalles de verre. In het rozetraam wordt het universum zoals beschreven in hoofdstuk twaalf van het boek van Openbaring weergegeven: de duisternis van de draak en het licht van Christus, die schijnt door de Vrouwe, Maria.
In de westmuur van het noordelijk transept bevinden zich de voorstellingen van Sint Benedictus, Sint Gregorius, Sint-Petrus, Sint Patrick, Sint Margaretha en enige keltische heiligen. De gebruikte techniek is dalles de verre en de ramen zijn gemaakt door frater Gilbert. De eerste twee ramen stammen uit 1988, de overige uit 1992.
In de kapel van Onze-Lieve-Vrouw hebben de ramen de stad van God en de weg van de monnik als thema. Het centrale en het rechtse raam zijn gemaakt door Dom Ninian in 1958-60; het linkse raam is gemaakt door frater Gilbert in 1960. Alle ramen zijn van gelood glas gemaakt.